# Конак
Вижте пояснителната страница за други значения на Конак.
Конакът (на турски: konak) е вид голяма сграда в Турция. Това е също остаряла дума на Балканите за административна сграда.
Някога в Османската империя така са наричани представителни сгради, служили за официални резиденции (месторабота и/или жилище) на местни османски управници - валии (областни управители) и др.
В разширен смисъл думата може да означава дом на големец, богаташ, чорбаджия. Във Влашко и Молдова се е ползвала за обозначаване и на господарска къща на едър земевладелец насред земите му (вж. чифлик). В конака във Велико Търново заседава Учредителното събрание (10 февруари 1879 – 16 април 1879).